# Mixologue

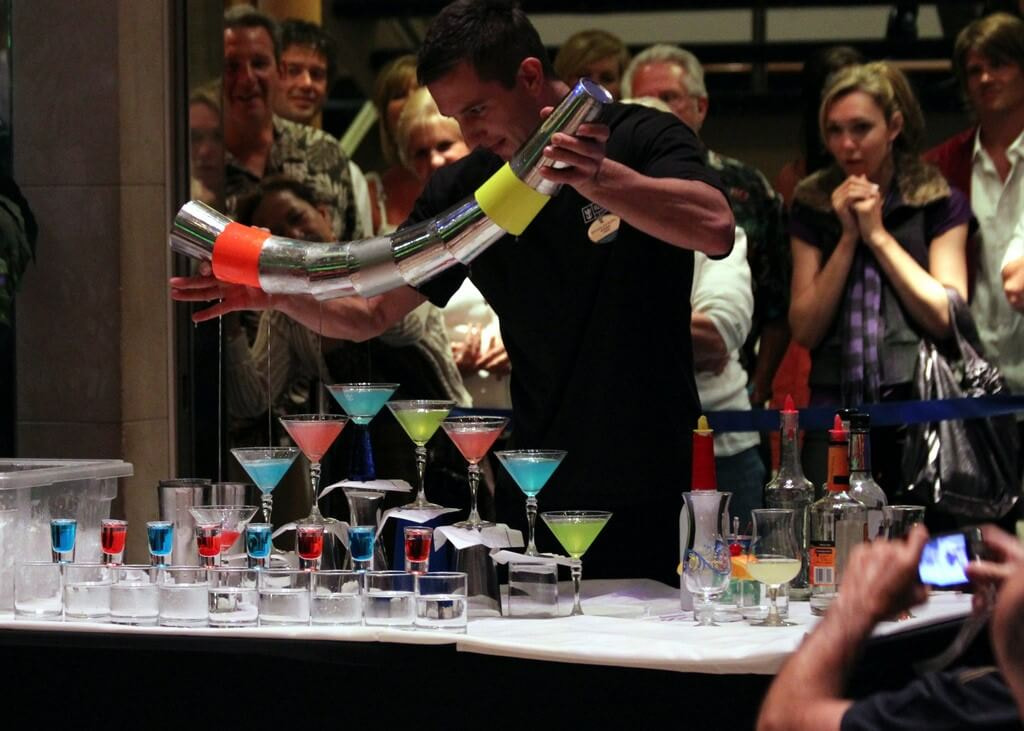
Une réalisation de cocktails avec des shakers.

Un mixologue ou mixologiste est un expert en mixologie, c'est-à-dire un expert dans l'art du mélange des boissons pour réaliser des cocktails.